# Răstolița
Răstolița (Ratosnya en hongrois) est une commune roumaine du județ de Mureș, dans la région historique de Transylvanie et dans la région de développement du Centre.

## Géographie
La commune de Răstolița, une des plus étendues du județ, est située dans le nord-est du județ, à la limite avec le județ de Bistrița-Năsăud et celui de Suceava. Răstolița se trouve dans la haute vallée du Mureș, entre les Monts Calimani au nord et les Monts Gurghiu au sud ; le point culminant de la commune est le Mont Bistricior (Vf. Bistricior) à 1 990 m d'altitude dans les Monts Calimani. Răstolița est situé à 34 km au nord-est de Reghin, à 38 km de Toplița et à 70 km de Târgu Mureș, le chef-lieu du județ.
La municipalité est composée des cinq villages suivants (population en 2002) :
- Andreneasa (95) ;
- Borzia (91) ;
- Gălăoaia (326) ;
- Iod (376) ;
- Răstolița (1 342), siège de la municipalité.

## Histoire
La commune de Rastolița a appartenu au royaume de Hongrie, puis à l'empire d'Autriche et à l'Empire austro-hongrois.
En 1876, lors de la réorganisation administrative de la Transylvanie, elle a été rattachée au comitat de Maros-Torda.
La commune de Răstolița a rejoint la Roumanie en 1920, au traité de Trianon, lors de la désagrégation de l'Autriche-Hongrie. Après le deuxième arbitrage de Vienne, elle a été occupée par la Hongrie de 1940 à 1944, période durant laquelle sa communauté juive fut exterminée par les nazis. Elle est redevenue roumaine en 1945.

## Politique
| Parti | Parti                                                 | Sièges |
| ----- | ----------------------------------------------------- | ------ |
|       | Parti social-démocrate (PSD)                          | 4      |
|       | Parti national libéral (PNL)                          | 2      |
|       | Alliance des libéraux et démocrates (ALDE)            | 2      |
|       | Union démocrate magyare de Roumanie (UDMR)            | 1      |
|       | Union nationale pour le progrès de la Roumanie (UNPR) | 1      |
|       | Parti Mouvement populaire (PMP)                       | 1      |

## Religions
En 2002, la composition religieuse de la commune était la suivante :
- Chrétiens orthodoxes, 79,64 % ;
- Réformés, 12,86 % ;
- Catholiques romains, 4,43 % ;
- Pentecôtistes, 1,97 %.

## Démographie
En 1910, la commune comptait 390 Roumains (43 %), 464 Hongrois (51,16 %), 23 Allemands (2,54 %) et 21 Ukrainiens (2,32 %).
En 1930, on recensait 442 Roumains (53,90 %), 197 Hongrois (24,02 %), 16 Allemands (5,61 %), 86 Juifs (10,49 %) et 58 Tsiganes (7,07 %).
En 2002, 1 833 Roumains (82,19 %) côtoient 385 Hongrois (17,26 %) et 10 Tsiganes (0,44 %). On comptait à cette date 678 ménages et 613 logements.
| 1850 | 1880 | 1900 | 1910 | 1930 | 1956  | 1977  | 1992  | 2002  |
| ---- | ---- | ---- | ---- | ---- | ----- | ----- | ----- | ----- |
| 364  | 429  | 560  | 907  | 820  | 1 614 | 1 862 | 2 325 | 2 230 |

| 2007  | - | - | - | - | - | - | - | - |
| ----- | - | - | - | - | - | - | - | - |
| 2 131 | - | - | - | - | - | - | - | - |

## Économie
L'économie de la commune repose sur l'agriculture, l'élevage et surtout l'exploitation des immenses forêts (26 000 ha) et la transformation du bois. La commune possède un fort potentiel touristique du fait de sa situation dans les montagnes des Carpates.
Un barrage hydro-électrique est en construction dans une vallée adjacente du Mureș.

## Communications

### Routes
Răstolița se trouve sur la route nationale DN15 qui relie Târgu Mureș et Reghin avec le județ de Harghita.

### Voies ferrées
La commune est desservie par la ligne de chemin de fer Deda-Toplița qui la met en relation avec Târgu Mureș et Miercurea-Ciuc.

## Lieux et monuments
- Răstolița, église en bois du XVIIIe siècle.